# Kanesatake
Kanesatake es un asentamiento indio mohawk ubicado en la provincia de Quebec, Canadá. Tiene una población estimada, en 2022, de 1364 habitantes.
Está ubicado en el territorio del municipio regional de condado de Deux-Montagnes, en la región administrativa de Laurentides.

## Geografía
Kanesatake se encuentra en la margen norte del lago de las Dos Montañas, al encuentro del río Ottawa, 50 kilómetros al oeste de Montreal. Su territorio está constituido de parcelas encerradas en el territorio de Oka. La superficie de su territorio es de 11,85 km². Está ubicado al pie de las colinas de Oka.

## Urbanismo
El rang Saint-Philomène ( QC 344 ), que bordea el lago de las Dos Montañas permite acceder a Kanesatake. El Ahsennenhson es la carreta local que para en la comunidad.

## Historia

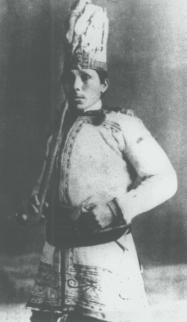
Joseph Onasakenrat, Jefe, 1868–1881

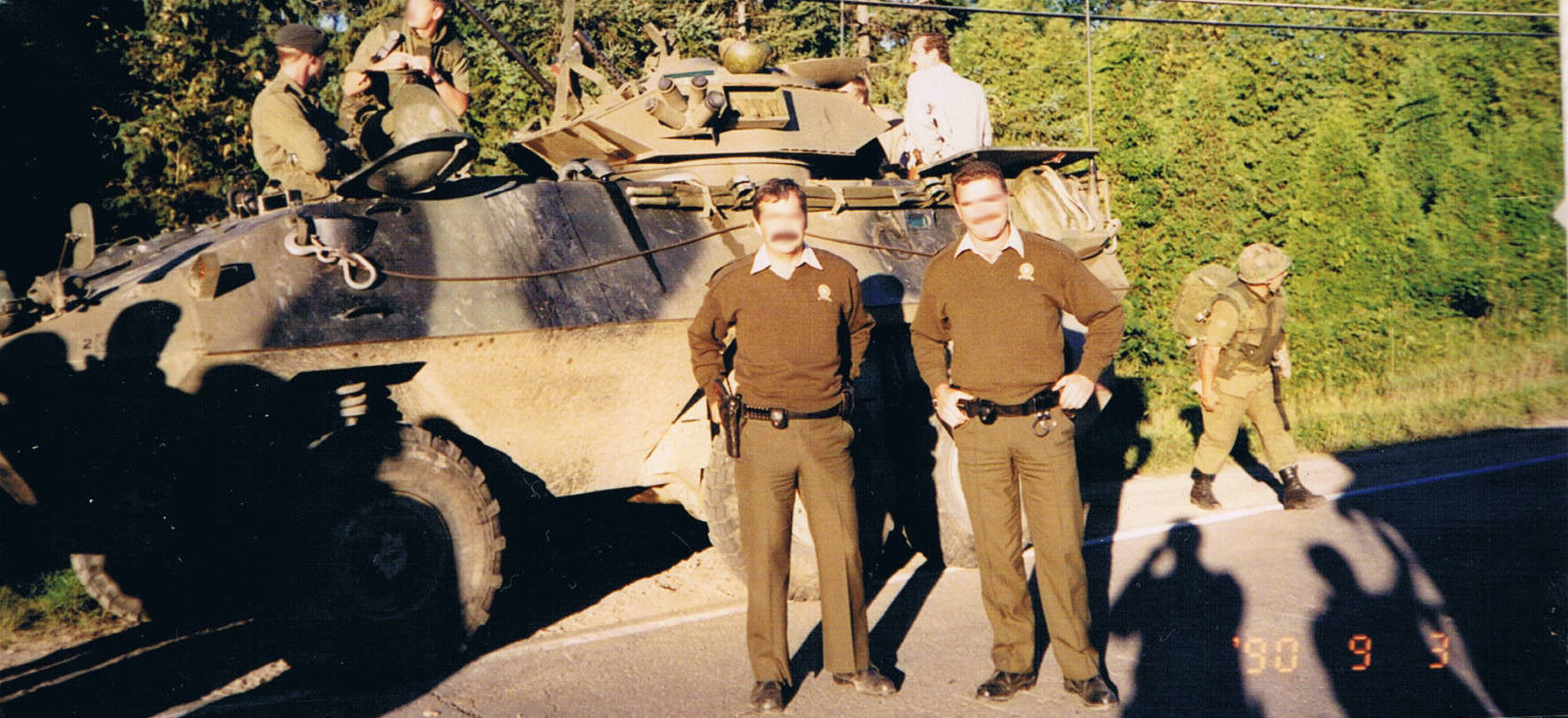
Fuerzas Canadienses y Sûreté du Québec en Oka-Kanesatake en 1990

En la época de Nueva Francia, en 1676, un grupo de mohawks de Kahnawake se estableció sobre la isla de Montreal cerca del río San Lorenzo y formó una comunidad al pie del Monte Real, cerca de Ville-Marie. En 1695 se desplazó a Sault-au-Récollet, en la parte norte de la isla, y en 1721 fue a parar en el lugar actual, sobre terrenos de los sulpicianos. Esta comunidad era conocida como Canessedage. Este nombre mohawk significa al pie de la cuesta. A pesar de su proximidad de las colinas de Oka, su designación procedería de la antigua localización en referencia al monte Real. La localidad era entonces habitada por el grupo mohawk, así como nipissings de la île aux Tourtes y algonquinos de Sainte-Anne-du-Bout-de-l’Île.
El señorío de Lac-des-Deux-Montagnes fue creado en 1733.
A partir de 1875, la localidad amerindia fue llamada Oka, palabra que significa pescado dorado.
A fines del siglo XIX, sobrevinieron conflictos entre mohawks y sulpicianos. El clima social lleva entonces a los algonquinos a establecerse a Maniwaki. El establecimiento indio de Oka cambió su nombre por el de Kanesatake en 1986.
Mohawks originarios de Kahnawake se establecieron en Akwesasne hacia 1750. Akwesasne, igualmente ortografiado Aghquissasne y Aghquesaine, significa en idioma mohawk "el lugar donde la perdiz golpea alas". Una misión católica fue implantada en 1752 en esta parte de Nueva Francia sobre el nombre de Saint-Régis, honrando a san Juan Francisco Régis. Los dos nombres fueron utilizados en esta época.
La oficina de correos de Saint-Régis abrió en 1864. En siglos XIX y XX, la localidad era conocida como Saint-Régis. En 1988, el toponímico oficial cambió para Akwesasne. En 1990, la crisis de Oka estalló cuando los mohawks de Kanesatake se opusieron a la ampliación del campo de golf de Oka en el pinar y sobre un lugar de cementerio, proyecto promocionado por el municipio vecino de Oka. El acontecimiento, que duró 78 días, requirió la intervención de la Sûreté du Québec y de las Fuerzas Canadienses.

## Política
El jefe actual (2022) es Victor Bonspille.
|            | Actual |
| Jefe       | Victor Bonspille |
| Consejeros | Amy Beauvois Jeremy Teiawennisèrathe Tomlison Denise David John (Jean) Canatonquin Brant Etienne Valérie Bonspielle |

A nivel supralocal, Kanesatake, como comunidad amerindia, no forma parte administrativamente del MRC de Deux-Montagnes. El territorio de Kanesatake está ubicado en la circunscripción electoral de Mirabel a nivel provincial y de Argenteuil—Papineau—Mirabel a nivel federal antes de 2015.

## Demografía
En 2022 la población total de la comunidad mohawk de Kanesatake estaba estimada en 2751 personas, de las cuales 1364 habitaban en el territorio de Kanesatake y 1387 vivían fuera de la localidad.

## Economía
Las principales actividades económicas locales son la artesanía, la construcción y la agricultura.

## Sociedad

### Personalidades
- Joseph Onasakenrat (1845-1881), jefe
- Myra Cree (1937-2005), presentadora
- Ellen Gabriel (1959-), militante